# Kanton Saint-Gengoux-le-National
Kanton Saint-Gengoux-le-National (francouzsky Canton de Saint-Gengoux-le-National) je francouzský kanton v departementu Saône-et-Loire v regionu Burgundsko. Tvoří ho 19 obcí.

## Obce kantonu
- Ameugny
- Bissy-sous-Uxelles
- Bonnay
- Burnand
- Burzy
- Chapaize
- Chissey-lès-Mâcon
- Cormatin
- Cortevaix
- Curtil-sous-Burnand
- Malay
- Passy
- Sailly
- Saint-Gengoux-le-National
- Saint-Huruge
- Saint-Ythaire
- Savigny-sur-Grosne
- Sigy-le-Châtel
- Taizé